# Eustachys paranensis
Eustachys paranensis är en gräsart som beskrevs av Ana María Molina. Eustachys paranensis ingår i släktet Eustachys och familjen gräs. Inga underarter finns listade i Catalogue of Life.